# 天主教布魯日教區
天主教布魯日教區（拉丁語：Dioecesis Brugensis）是羅馬天主教在比利時的一個教教區，屬梅赫倫-布魯塞爾總教區。
教區位於西佛蘭德省。2011年，有960,000名教友，估轄區總人口81.8%，有362個堂區、786名司鐸、88名終身執事、323名修士、1,919名修女。現任教區主教為若瑟·德克塞爾。
教區成立於1559年5月12日，1801年根據《1801年教務專約》被撤銷，併入根特教區。1834年5月27日恢復至今。

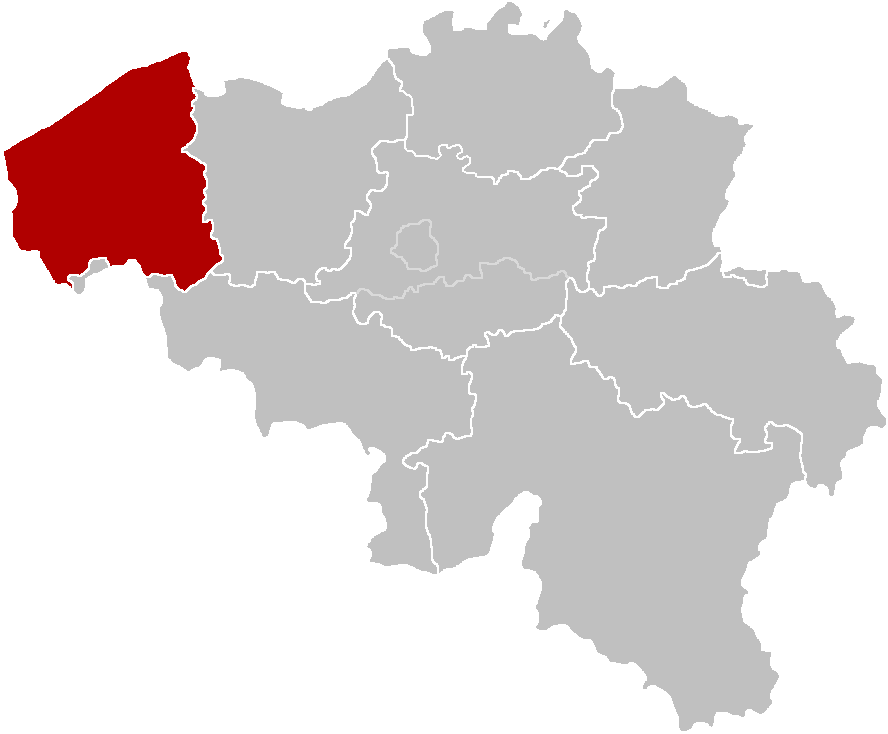
布魯日教區管轄範圍圖